# Konstanty Ildefons Gałczyński
Konstanty Ildefons Gałczyński (Varsovia, Polonia del Congreso, 23 de enero de 1905-Varsovia, Polonia, 6 de diciembre de 1953) fue un poeta polaco, conocido por ser uno de los mayores exponentes del humor absurdo.

## Biografía
Nacido en una familia de clase media de Varsovia, Gałczyński fue evacuado junto al resto de la ciudad cuando estalló la Primera Guerra Mundial, viviendo en Moscú entre 1914 y 1918. De regreso a Polonia, estudió inglés y en la Universidad de Varsovia.
Su debut literario se produjo en 1923, estando fuertemente vinculado a las publicaciones satíricas y políticas. En 1930 se casó con Natalia Avalov, mudándose a Berlín en donde estuvo trabajando como diplomático. También vivió entre 1934 a 1936 en Vilna, ciudad en la que nació su hija, Kira Gałczyński.
Con el estallido de la Segunda Guerra Mundial, Gałczyński se unió al ejército. Tomó parte en la campaña de Polonia de 1939. El 17 de septiembre, se convirtió en un prisionero de guerra ruso y más tarde fue capturado por los alemanes. Estuvo encerrado en la Stalag XI-A donde estuvo escribiendo varios poemas. Después de la guerra, viajó a Bruselas y a París, regresando a Polonia en 1946.
Muchas de sus piezas de posguerra, incluyendo "Un poema para el Traidor" ("Poemat dla zdrajcy") una fuerte crítica a Czesław Miłosz, y el panegírico "Stalin está Muerto" ("Umarł Stalin") fueron escritos acordes al realismo socialista que vivía la Polonia comunista. También publicó varios poemas, entre ellos "La Pascua de Sebastian Bach" ("Wielkanoc Jana Sebastiana Bacha", 1950), "Níobe" (1951) y los poemas "Wit Stwosz" y "Crónica de Olsztyń" ("Kronika Olsztyńska"), ambas de 1952.
Durante su estancia en los lagos de Masuria, escribió la "Crónica de Olsztyn" y su obra más destacada "Zaczarowana dorożka". También realizó varias traducciones, destacando la traducción al polaco de El sueño de una noche de verano de William Shakespeare y la Oda a la Alegría de Friedrich Schiller. La casa en la cual estuvo residiendo es en la actualidad un museo. Finalmente, Konstanty Ildefons Gałczyński falleció el 6 de diciembre de 1953 a los 48 años de edad en su Varsovia natal, después de un tercer ataque al corazón.